# Li Haonan
Dit is een Chinese naam; de familienaam is Li.
Li Haonan (Changchun, 1 augustus 1981) is een Chinees voormalig shorttracker.

## Carrière
Tijdens de Olympische Winterspelen van 2006 in Turijn behaalde hij met het Chinese aflossingsteam, dat naast Li bestond uit Li JiaJun, Li Ye en Sui Baoku een vierde plaats. Tijdens de wereldkampioenschappen van 2006 won hij een zilveren aflossingsmedaille met het Chinese team. Individueel stond Li in het eindklassement van het WK vijfde. Een jaar eerder was het team in eigen land (Peking) vierde geworden. Individueel is de beste prestatie van Li Haonan de tweede plaats (zilveren medaille) op de 500 meter van de WK's van 2004 in Zweden en 2006 in de Verenigde Staten.

## Persoonlijke records
| afstand    | tijd     | datum      | baan        | land |
| ---------- | -------- | ---------- | ----------- | ---- |
| 500 meter  | 41,639   | 1-4-2006   | Minneapolis | USA  |
| 1000 meter | 1.25,373 | 14-2-2004  | Bormio      | ITA  |
| 1500 meter | 2.18,401 | 26-11-2004 | Madison     | USA  |
| 3000 meter | 4.50,348 | 12-3-2001  |             |      |

## Resultaten
| jaar | Olympische Spelen | Wereldbeker                                | WK individueel                                                       | WK teams    | WK Junioren         |
| ---- | ----------------- | ------------------------------------------ | -------------------------------------------------------------------- | ----------- | ------------------- |
| 2001 |                   |                                            |                                                                      | Klassement: | 500m: · 1500m SF: 6 |
| 2002 |                   |                                            |                                                                      |             |                     |
| 2003 |                   | 500m: 45                                   | Aflossing:                                                           | Klassement: |                     |
| 2004 |                   | 500m: 26 1000m: 58                         | Klassement: 5 · 500m: · 1000m: 9 · 1500m: 15 · 3000m: 5 · Aflossing: | Klassement: |                     |
| 2005 |                   | Klassement: 31 500m: 6 1000m: 21 1500m: 40 | Aflossing: 4                                                         | Klassement: |                     |
| 2006 | Aflossing: 5      | Klassement: 44 500m: 6 1000m: 66 1500m: 54 | Klassement: 5 · 500m: · 100m: 30 · 1500m: 9 · 3000m: 4 · Aflossing:  | Klassement: |                     |